# 고양 국가대표 야구훈련장
고양 국가대표 야구훈련장(고양야구장, Goyang Korea national baseball team Training Stadium)은 경기도 고양시 일산서구 대화동에 위치한 야구장이다. 2009년 12월에 92억원을 투입해 착공하였으며, 2011년 8월 8일 개장하였다. 고양 히어로즈의 홈 구장 및 구단 전용 훈련장이기도 하다.
대한민국 야구 국가대표팀의 훈련장으로도 사용되며 2012년부터 2014년까지는 국내 첫 번째 독립 야구 구단이었던 고양 원더스의 홈 구장 및 구단 전용 훈련장으로 사용하기도 했다.
정규 규격의 대형 전광판이 설치되어있다.
주경기장에 라이트 시설이 설치되어있어 야간경기 및 야간훈련이 가능하다.
2012년 15억원을 들여 현재 내야 387석 규모의 좌석을 1251석으로 늘리고 라커룸도 새로이 단장하였다.
2014년 11월 17일 NC와 고양시는 고양 국가대표 야구훈련장에 대한 시설임차 등에 대한 양해각서(MOU)를 체결, 2015년부터 고양 다이노스의 임시 홈 구장 및 구단 전용 훈련장으로 사용하였다.
2018년 10월 10일 NC 다이노스가 NC 다이노스 2군의 마산종합운동장 야구장 이전을 공식 발표하였다.
2018년 11월 16일 서울 히어로즈와 고양시의 퓨처스리그 연고지 체결 합의를 공식 발표, 2019 시즌부터 고양 히어로즈의 홈 구장으로 사용한다.